# Васко да Гама (футбольный клуб, Кейптаун)
«Васко да Гама» (англ. Vasco da Gama) — южноафриканский футбольный клуб, базирующийся в Пэрроу (пригород Кейптауна). Команда выступает в Премьер-лиге. Клуб основан по инициативе португальского сообщества ЮАР и назван в честь бразильской команды.

## История
Будучи участником преимущественно низших лиг, в 2003 году команде удалось достичь серьёзного успеха — столичные футболисты выиграли турнир Второго дивизиона и получили право выступать в Первом. В дебютном сезоне в новой лиге команда финишировала пятой.
После удачного сезона 2005/06 клуб принял участие в стыковых матчах за выход в Премьер-лигу. В полуфинале была обыграна команда «Буш Бакс», однако в финале футболисты «Васко да Гама» потерпели поражение от «Бенони Премьер Юнайтед» (ныне «Танда Роял Зулу»). В составе последних числились игроки сборной ЮАР Бернард Паркер и Тсепо Масилела. За этим последовал вылет из лиги в 2007 и возвращение в неё в 2008 году.
В марте 2010 года клуб завоевал путёвку в Премьер-лигу, одержав победу в финале стыковых плей-офф над «Блек Леопардс» с общим счётом 3-2.

## Достижения
- Победитель Второго дивизиона: 2003, 2008
- Победитель Национального первого дивизиона: 2010

## Руководство команды
- Мариу даш Невеш — президент
- Кенни Гертсе — менеджер
- Карлуш даш Невеш — тренер
- Тони Де Нобрега — ассистент тренера